# Huélago
Huélago es una localidad y municipio español situado en la parte occidental de la comarca de Guadix, en la provincia de Granada, comunidad autónoma de Andalucía. Limita con los municipios de Darro, Morelábor, Pedro Martínez, Fonelas y Guadix —por el enclave de Belerda—. Cuenta con una población de 358 habitantes (INE 2024).
El municipio huelagueño comprende únicamente el núcleo de población de Huélago —capital municipal—, así como varios diseminados.

## Historia
El yacimiento achelense de la Solana del Zamborio en Fonelas junto al borde del inmenso lago que ocupó gran parte de la hoya de Guadix, hace presuponer la presencia de homínidos cazadores-recolectores por las inmediaciones de Huélago hace más de 200 000 años, dada la cercanía y la condición de litoral lacustre que por entonces tenían estas tierras. De igual manera, los restos arqueológicos hallados en la cueva Horada habitada por el Hombre de Neandertal, en la vecina localidad de Darro, dan una idea de que estas tierras eran zona frecuente de paso, caza y recolección de sus moradores. Sin embargo, no existen vestigios evidentes de actividad humana en Huélago hasta el Paleolítico Superior como queda constatado en el asentamiento del llano de la estación de Huélago. En él, el profesor Hugo Obermaier halló importantes restos de sílex del auriñaciense e incluso musteriense que delata a un hombre cazador que vivía en pequeños grupos tribales disputándose la escasa caza que en el último período de la glaciación de Würm había por la zona.
Con la llegada del Neolítico se vuelven a perder referencias de presencia humana en la zona hasta la irrupción de la Edad del Bronce en la que hay constancia de varias necrópolis megalíticas, con dólmenes diseminados por diferentes puntos del término municipal de Huélago, que indica claramente la existencia de una población cercana no descubierta y posiblemente semejante al hallado en el cerro de los Castellones en Laborcillas. De los habitantes de esta zona se sabe que practicaban una intensa actividad metalúrgica y agropecuaria, que rendían culto a sus difuntos y que vivían en asentamientos fortificados por lo que hace presuponer que ya existía una estratificación social al menos de tipo militar, propio de la cultura argárica que se desarrolló por el sureste de la península ibérica.
Durante la época de dominación romana hay ciertos indicios de la existencia de una villa romana en la zona pero no será hasta la dominación musulmana, y más concretamente la nazarí, cuando se constate la existencia de una alquería y numerosas torres vigías, de las cuales se conserva una de base cuadrangular en las inmediaciones de la estación de ferrocarril. La situación fronteriza con el Reino de Castilla convirtió a esta localidad en un baluarte defensivo del Reino de Granada a finales del siglo XV, por lo que no permaneció ajena a las numerosas incursiones castellanas como la protagonizada en 1435 por el capitán general de Jaén y el arzobispo Gonzalo de Estúñiga que llegó hasta las mismas puertas de Guadix.
Tras la Reconquista de los Reyes Católicos en 1492, los dominios de la "Villa de Güélago" pasaron a manos del ilustre Caballero García de Arana y sus descendiente como agradecimiento del apoyo prestado en la contienda. Durante su señorío, y como consecuencia de las revueltas mudéjares en 1499 y morisca del 1568 al 1571, la población árabe fue sustituida por inmigrantes de Jaén, Castilla y Aragón que sustituyeron los hábitos y cultivos de la zona, hasta entonces dedicada al cultivo de la seda que abastecía los telares de Guadix. Por entonces y hasta el siglo XVIII la "Villa de Güélago" formará parte de la parroquia de Moreda como pedanía de la misma. De acuerdo con un documento de la Biblioteca Nacional, a mediados del siglo XVIII Huélago y Villanueva de las Torres eran lugares de señorío bajo la jurisdicción del marqués de Villanueva de las Torres.
No será hasta bien entrado el siglo XIX cuando Huélago adquiera la categoría de localidad de primer rango con la construcción del primer ayuntamiento del municipio. Con la llegada del ferrocarril a la localidad a principios del siglo XX comienza una de las épocas más revulsivas al convertirse en el centro aglutinador de mercancías agrícolas, especialmente remolacha y cereales de los municipios colindantes. El desarrollo del transporte y del almacenaje, propiciado por la floreciente actividad agrícola y ganadera se verá respaldado con la construcción de una central eléctrica y la explotación de varias canteras. La población de Huélago pasó del centenar de habitantes de finales del siglo XIX a superar holgadamente el millar.
La irrupción de la guerra civil española en 1936 pondrá fin a la época de prosperidad al nacionalizarse la producción y suspenderse las actividades comerciales que sostenían la economía local. Huélago queda encuadrada en la zona republicana siendo nuevamente terreno fronterizo con la zona nacional por lo que no estuvo al margen de las numerosas contiendas militares que se desarrollaron en la provincia de Granada con el objeto de abrir el paso de las tropas de Franco hacia Levante. En 1939 Franco toma Madrid y con ello comienza la posguerra marcada por el racionamiento y la emigración de los huelagueños a Granada y más tarde al Levante y resto de Europa. Habrá que esperar hasta principios de los años 1970 para encontrar signos de recuperación de la actividad agrícola y comercial de Huélago, ahora centrada en el cereal y el ganado lanar y cabrío. En 1975 muere Franco y con ello llega la Democracia, celebrándose las primeras elecciones municipales que dejarán en la alcaldía a Antonio Garrido (UCD), que años más tarde crearía el Grupo Independiente de Huélago (GIH) con el que estuvo veintidós años al frente del consistorio, y al que sucedería su hijo, José Garrido García.
En 1986 España entra a formar parte de la Unión Europea y ello contribuye positivamente en el crecimiento económico y la mejora de la calidad de vida en Huélago gracias a las numerosas subvenciones comunitarias. Sin embargo, la fuerte emigración padecida en la posguerra y en la crisis del petróleo del 1973 comienza a hacer mella a finales del siglo XX con una población envejecida que paulatinamente va abandonando la actividad productiva sin encontrar un reemplazamiento generacional que garantice la continuidad. La población de Huélago cae fulminantemente del millar al medio millar en pocos años. Las inversiones en infraestructuras, comunicación y servicios estabilizan la tendencia negativa consolidando una actividad productiva con la que afrontar los retos del siglo XXI.

## Geografía
El término municipal tiene una extensión de 32,79 km². Su núcleo de población, situado a 913 m de altitud sobre el nivel del mar, se ubica en una depresión atravesada por un arroyo que lleva su nombre, y que a su vez es afluente del río Fardes. Huélago limita al norte con los términos municipales de Morelábor, Pedro Martínez y Fonelas. Al sur con Darro y Guadix (por el exclave de Belerda). Al este con Fonelas y al oeste con Morelábor.
| Noroeste: Morelábor         | Norte: Morelábor y Pedro Martínez | Noreste: Fonelas |
| Oeste: Morelábor            | Puntos cardinales                 | Este: Fonelas    |
| Suroeste: Morelábor y Darro | Sur: Darro                        | Sureste: Guadix  |

## Demografía
Huélago cuenta con una población de 358 habitantes (INE 2024).
| Gráfica de evolución demográfica de Huélago entre 1842 y 2021                                                       |
| |
| Población de derecho según los censos de población del INE Población de hecho según los censos de población del INE |

## Economía

### Evolución de la deuda viva municipal
El concepto de deuda viva contempla sólo las deudas con cajas y bancos relativas a créditos financieros, valores de renta fija y préstamos o créditos transferidos a terceros, excluyéndose, por tanto, la deuda comercial.
| Gráfica de evolución de la deuda viva del Ayuntamiento de Huélago entre 2008 y 2024                |
| |
| Deuda viva del Ayuntamiento de Huélago, en miles de euros, según datos del Ministerio de Hacienda. |

## Administración y política
Los resultados en Huélago de las elecciones municipales, celebradas en mayo de 2015, son:
| Elecciones Municipales - Huélago (2015) | Elecciones Municipales - Huélago (2015)  | Elecciones Municipales - Huélago (2015) | Elecciones Municipales - Huélago (2015) | Elecciones Municipales - Huélago (2015) |
| Partido político                        | Partido político                         | Votos                                   | Votos                                   | Concejales                              |
| --------------------------------------- | ---------------------------------------- | --------------------------------------- | --------------------------------------- | --------------------------------------- |
|                                         | Partido Socialista Obrero Español (PSOE) | 147                                     | 51,94 %                                 | 4                                       |
|                                         | Partido Popular (PP)                     | 133                                     | 47,00 %                                 | 3                                       |